# Sakazuki (tazza)

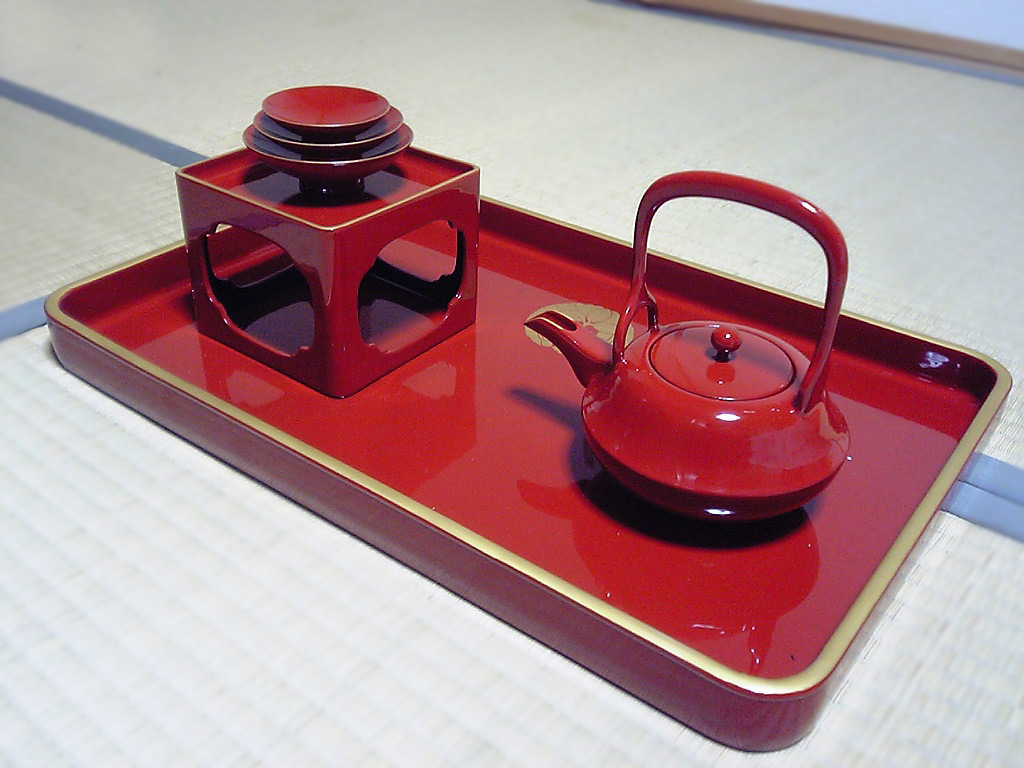
Set per bere il sake. A sinistra ci sono tre sakazuki appoggiate su un supporto, a destra c'è un chōshi, un particolare tipo di brocca.

Con sakazuki (盃?) si intende un tipo di tazza principalmente utilizzato per bere il sake. Si può scrivere anche con i caratteri 坏 o 酒坏 (con la stessa pronuncia). Le tazze più piccole sono anche indicate con il carattere 盞.

## Generale
Le sakazuki hanno la forma di un piatto concavo, con un sostegno cilindrico nella parte inferiore. I materiali includono legno laccato, vetro, metalli come oro, argento, stagno o peltro, ceramica o maiolica. Le dimensioni variano notevolmente anche all'interno di uno stesso set. 
Le sakazuki sono generalmente utilizzate per bere alcolici, in particolare sake. Sono utilizzate in varie situazioni, sia quotidiane che riti shinto, quali matrimoni e matsuri. Oltre ad essere usate per bere alcool, vengono donate come trofeo o al posto di onorificenze e medaglie. 

### Shinto
Nei santuari e all'interno della famiglia imperiale, le sakazuki sono talvolta utilizzate per celebrare riti religiosi. Anticamente le coppe per riti shintoisti erano in terracotta non smaltata, ma in seguito furono utilizziate ceramiche, oggetti laccati, oggetti in metallo, argenteria e così via.

## Set di tazze
Un set composto da tazze di differenti dimensioni si chiama kumisakazuki (組盃?) o kasane sakazuki (重ね盃?). In generale, un supporto è spesso venduto assieme a un set di tre pezzi.

## Rituali effettuati con le sakazuki

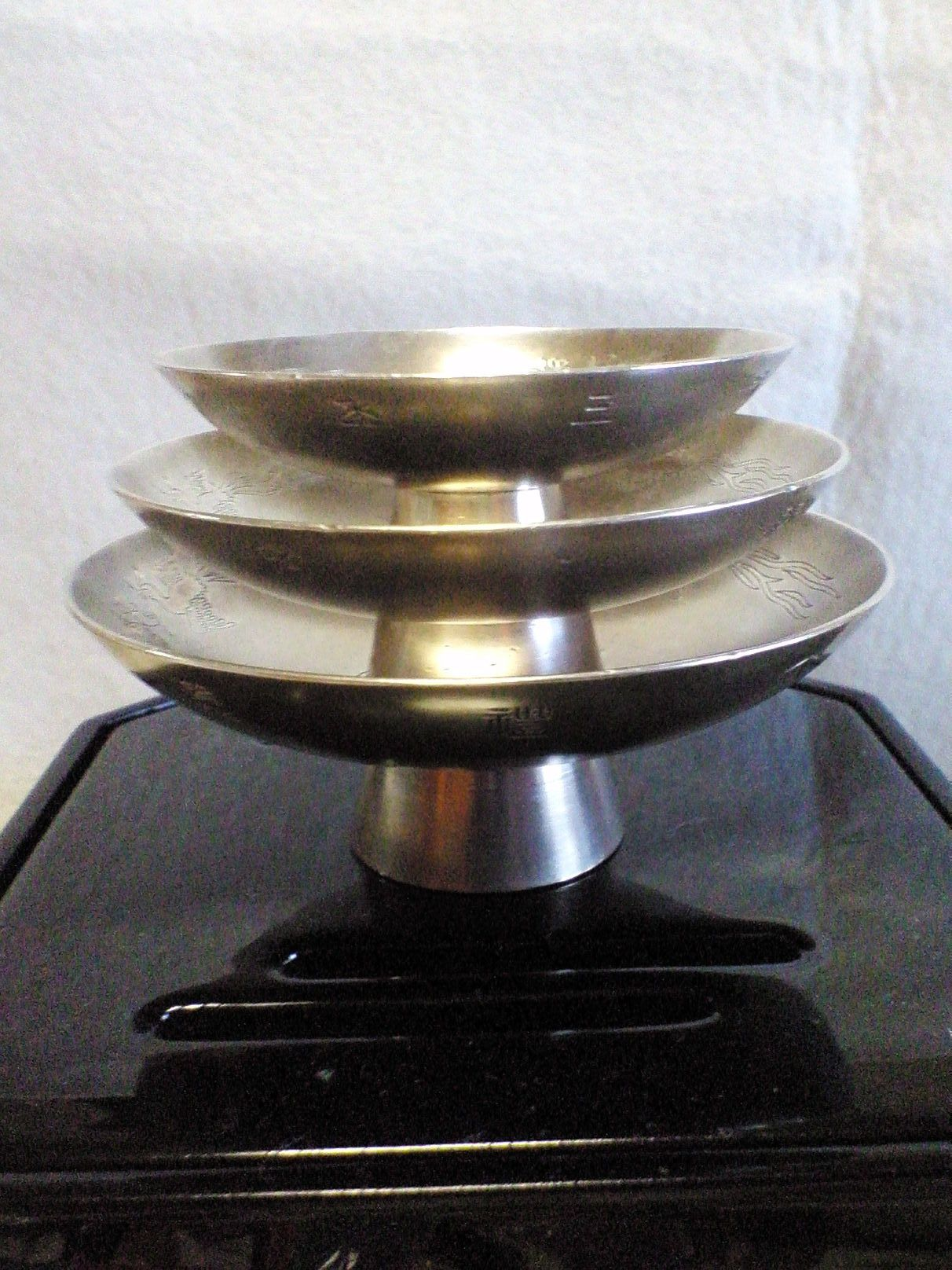
Coppe d'argento

L'atto di bere insieme ai parenti il sake utilizzando delle sakazuki è detto sakazukigoto (杯事?) e viene utilizzato per rafforzare i rapporti con la famiglia. Per questo motivo, la parola sakazuki può anche voler dire "legame". Il rituale del sakazuki segue un ordine gerarchico: la persona più importante berrà per prima, seguita in ordine da tutti gli altri, fino ad arrivare alla persona di rango inferiore che asciuga la coppa e la ripone. 
Nei matrimoni shintoisti, gli sposi bevono tre tazze di sake davanti al kami, in seguito celebrano la cerimonia del sakazukigoto insieme ai parenti. Ciò crea una relazione tra la coppia appena creata e i parenti che circondano la coppia e ha il significato di confermare l'unità delle famiglie. 
Inoltre, nelle gang giapponesi, si formano relazioni che imitano famiglie, per esempio ci sono fratelli e genitori, e il rituale del sakazukigoto permette di enfatizzare queste relazioni. Quando ci si unisce a una gang si usa l'espressione "prendere una coppa" e quando la si lascia si dice "restituire una coppa". 
Inoltre, quando si prevede di non incontrarsi di nuovo e morire dopo il rituale, si utilizza una tazza piena d'acqua. Anche nell'era moderna, durante la seconda guerra mondiale, le Squadre d'Assalto Speciali bevevano una tazza d'acqua prima di partire. 
In passato, quando veniva firmata un'alleanza, le due parti bevevano una tazza d'acqua. 

### Hokushin-ryū
Nel distretto di Kitashin, nella prefettura di Nagano, c'è l'usanza di bere una tazza di sake per celebrare i successi del presidente, chiamata "hokushin-ryū". Questa usanza ebbe inizio nell'era Azuchi-Momoyama presso il clan Sanada. 
Quando, verso la fine del banchetto, gli ospiti iniziano a subire gli effetti dell'alcool, gli anziani accennano a voler fare hokushin-ryū dicendo:  "Voglio darti una tazza" e a questo punto la persona presa in causa può decidere se accettare o meno. Se si ottiene l'approvazione, verranno nominate le persone che ricevono e bevono la tazza e una persona che sa cantare sarà nominata "complice". La persona designata porterà una tazza di sake al responsabile dell'evento (principalmente il segretario del banchetto). A questo punto verrà cantata una canzone adatta al banchetto e le tazze verranno riempite fino alla fine della canzone. Quando la canzone sarà finita, il responsabile dovrà bere il sake. 

### Gomansan
In una parte del quartiere Toshin, della Prefettura di Nagano, c'è un'usanza chiamata "Gomansan". Alla fine del banchetto, Si metterà una tazza di sake in una grande ciotola e la si farà girare.

## Altro
Oltre alla sakazuki sopra, ci sono varie forme di tazze per il sake. 
Bekuhai (可杯?)
Una piccola tazza a forma di mortaio senza supporto sotto. Per questo motivo, se si prova ad appoggiarlo dopo aver versato il sake, il sake si rovescia. Per poter appoggiare la tazza, è necessario bere il sake versato.
Zakyōhai (座興杯?)
Come la precedente, la zakyōhai è una tazza che si rovescia quando viene posizionata dopo aver versato il sake. Ha un foro sulla base, quindi è necessario tenerla con il dito fino a quando non la si beve.
Bajōhai (馬上杯?)
Una tazza con una base a forma di calice per bere facilmente a cavallo.
Choko (猪口?)
Una piccola tazza.